# 代倫巴赫河
50°47′45″N 7°20′24″E / 50.79583°N 7.34000°E

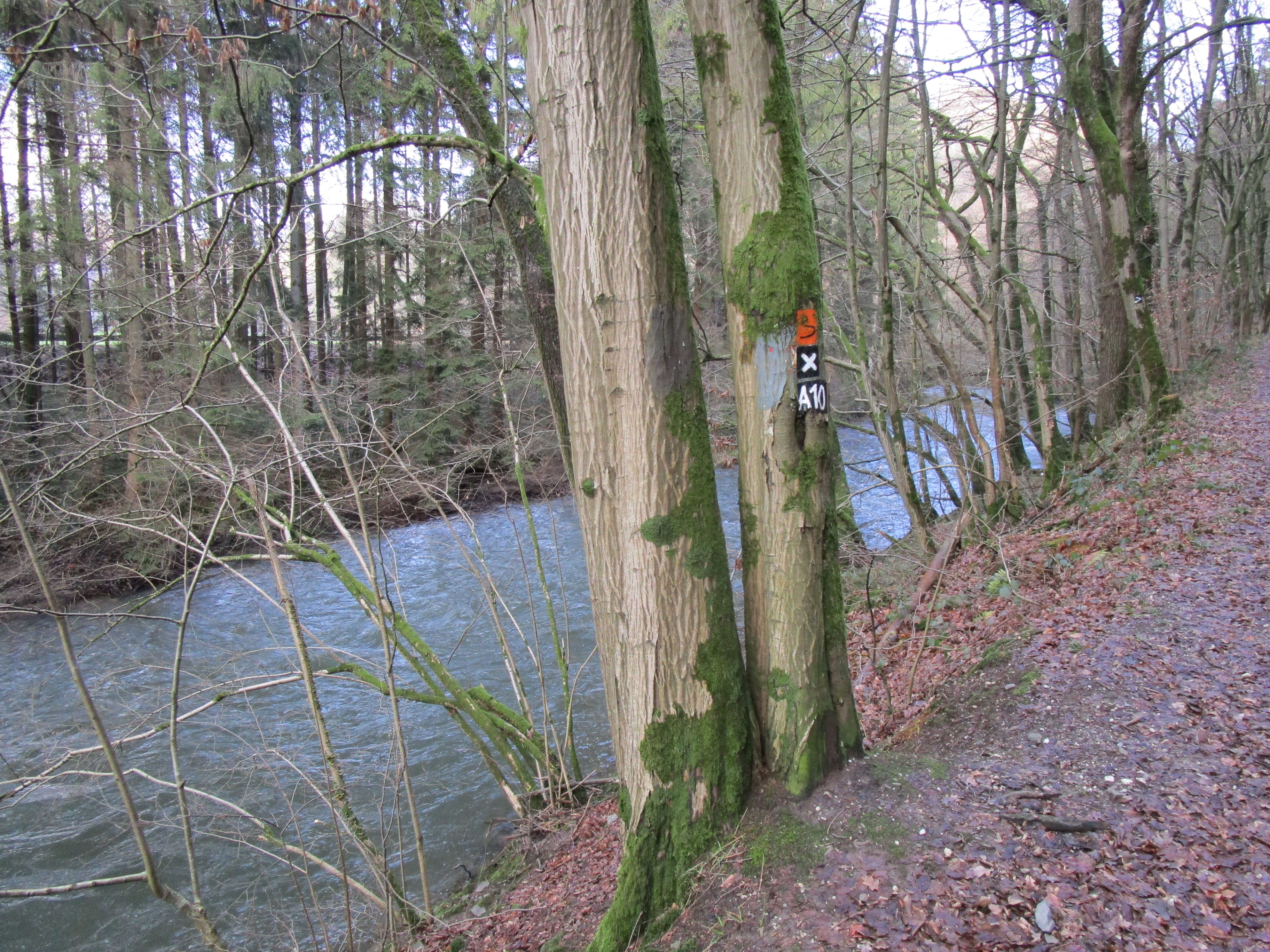

代倫巴赫河（德語：Derenbach），是德國的河流，位於該國西部，流經北萊茵-威斯特法倫州，屬於布勒爾河的左支流，河道全長7.7公里，流域面積10.8平方公里。